# 山守トンネル
山守トンネル（やまもりトンネル）は、鳥取県倉吉市関金町にある、かつての日本国有鉄道倉吉線の廃線跡にある鉄道トンネル（廃トンネル）である。

## 概要
泰久寺 - 山守間にある、全長およそ107m、高さおよそ10mの単線の鉄道トンネルである。1985年（昭和60年）の倉吉線の廃線に伴い役目を終えた。現在は地元観光協会のトレッキングツアーに利用されているため、端の坑口は蓋がされて鍵がかかっており、関係者以外は人が立入ることはできない。